# فلسطين في الألعاب الأولمبية الصيفية 1996
شاركت فلسطين في الألعاب الأولمبية الصيفية 1996 في أتلانتا الأمريكية لأول مرة في تاريخها. ماجد أبو مراحيل البالغ من العمر 32 سنة حمل علم فلسطين وهو من مواليد مخيم النصيرات للاجئين في قطاع غزة.